# 文森特·皮亞扎
文森特·皮亞扎（Vincent Piazza，1976年5月25日—）是一名美國電影、電視劇和舞台劇的演員。他最著名的作品是在HBO電視劇《酒私風雲》中飾演黑幫查理·盧西安諾。他也在喜劇電影《火箭科學》（2007年）中飾演Earl Hefner和奇連·伊士活的電影《澤西男孩》（2014年）中的歌手湯米·德維托。

## 早年和生涯
皮亞扎在紐約皇后區出生並長大。他的父親是意大利人，在1960年代初移民到美國。他的母親是有德國血統。他回憶起從觀看他父親做多種工作來支撐包括有一名弟弟和一名姐姐在內的家庭而得到謙卑的起步和驕傲的職業道德。文森特還稱讚他母親的德國大家庭，允許在遍及美國的多次旅行去探訪鼓勵他找到他的熱情的遠方親戚，並看到許多世間珍寶。
文森特在皇后區的莫洛依主教高中上學，他在足球和曲棍球當上選手，因學術和曲棍球，以及國家榮譽學會而得到獎學金。在最高榮譽Summa Cum Laude以4.0分的平均成績畢業後，他獲得多個學術獎學金，最終選擇入讀維拉諾瓦大學（Villanova University）主修體育和媒體管理。皮亞扎為賓夕凡尼亞州維拉諾瓦的維拉諾瓦大學打了美國大學曲棍球協會一級冰球，直到復發性的肩傷迫使他退出比賽並在一年後離開大學。從曲棍球上退役後，他開始與演藝教練Alice Spivak一起工作，並在紐約市Theatre Row的獅子劇院（Lion Theatre）加入了TerraNOVA集體劇團。在演出紐約外百老匯的一些作品，包括《Baby Steps》、《A Match Made in Manhattan》和《無事生非》後，他在2006年的電影《殺嬰少女》中首次演出長篇電影，然後演出電視電影《The Dawn》和《法網遊龍：犯案動機》中的一集。
皮亞扎在電視劇《人在江湖》的三集中演出；該電視劇第六季的第八、十一和十三集。他將他在劇集中的經歷描述為「難以置信」，並表示如果他被問到的話，他會在劇集的任何前傳或續集中演出。之後，他在2007年的電影《火箭科學》中飾演有竊盜癖的電影主角的哥哥Earl Hefner。在一間紐約演藝學校舉行的演員試鏡後，他最終成為了第一批演員之一，編劇兼導演傑佛瑞·布利茨說：「文森特給幽默和威脅帶來了正確的組合...[我]保留了文森特帶給Earl的許多其他選擇，他是一個非常有血肉的演員，也是一個非常有趣的演員。」他繼續在獨立電影《Goodbye Baby》、《我私密的黃絲帶》和《Apology》中演出，而他在《浴火群英》第四季得到Tony這個角色前，他在《律政風雲》的一集中飾演客串角色。
皮亞扎在2008年的電影《高中學生會長暗殺事件》中扮演Ricky Delacruz。他最初試鏡不成功，但電影導演布雷特·西門喜歡他在《火箭科學》中的表現，因此建議他擔任另一個角色。為了該角色而去掌握西班牙語的口音，他拜訪了一位他認識的在曼哈頓經營波多黎各劇院的女人，他通常指導波多黎各人適應美國口音，讓她教他用很重的波多黎各口音朗讀他的台詞。他還完成了由布萊特·瑞納執導的《Blue Blood》電視劇試播集，如果該電視劇被NBC買入的話，他就會有一份為期7年的合同。
然後，皮亞扎於2009年被揀選在電視劇《酒私風雲》中飾演真實歷史的意大利裔美國黑幫查理·盧西安諾，在全五季中有演出。2013年，皮亞扎在奇連·伊士活執導的百老匯音樂劇改編電影《澤西男孩》中贏得了湯米·德維托這個角色。皮亞扎要上聲樂、吉他和舞蹈課，去扮演四季合唱團樂隊的創始成員之一的德維托。

## 個人生活
皮亞扎於2011年6月至2012年11月期間與歌手艾希莉·辛普森發展關係。2018年5月21日，他與女演員珍妮西斯·羅德里格茲訂婚，但這段關係在訂婚後不久便結束了。

## 影視作品列表

### 電影

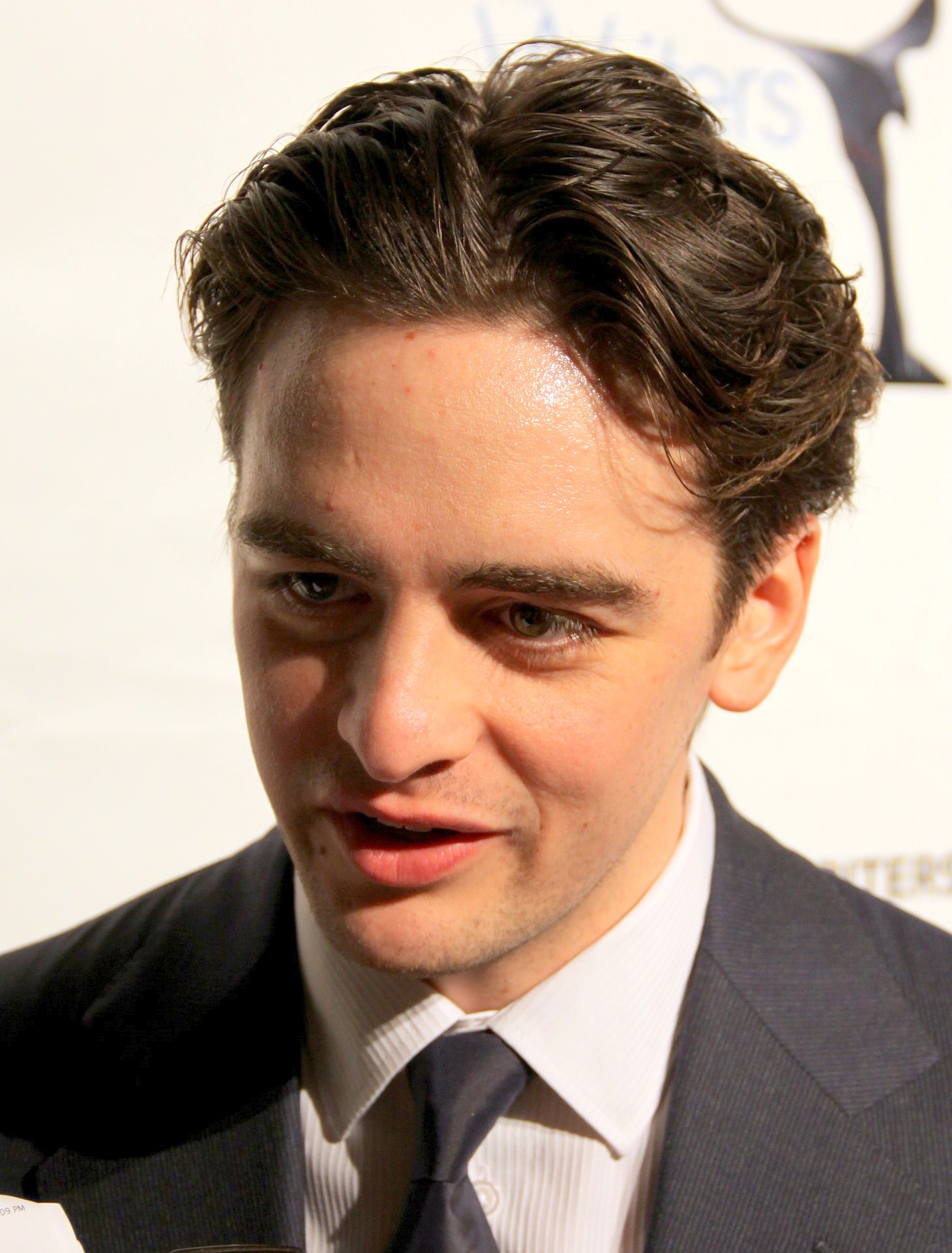
2011年2月的文森特·皮亞扎

| 年份 | 譯名標題                 | 原名標題                                 | 角色            | 備註 |
| ---- | ------------------------ | ---------------------------------------- | --------------- | ---- |
| 2005 | 不適用                   | Color of a Doubt: an Urban Fable         | Chris Parker    | 短片 |
| 2006 | 《殺嬰少女》             | Stephanie Daley                          | Geoff           |      |
| 2006 | 不適用                   | The Dawn                                 | Scott           |      |
| 2007 | 《火箭科學》             | Rocket Science                           | Earl Hefner     |      |
| 2007 | 不適用                   | Goodbye Baby                             | Dominick        |      |
| 2007 | 《我私密的黃絲帶》       | Tie a Yellow Ribbon                      | Ed              |      |
| 2008 | 《高中學生會長暗殺事件》 | Assassination of a High School President | Ricky Delacruz  |      |
| 2010 | 不適用                   | Polish Bar                               | Reuben          |      |
| 2014 | 《沙漠三日》             | 3 Nights in the Desert                   | Barry           |      |
| 2014 | 《澤西男孩》             | Jersey Boys                              | 湯米·德維托     |      |
| 2015 | 《B咖流氓》              | The Wannabe                              | Thomas          |      |
| 2016 | 《對不起，拆散你》       | The Intervention                         | Peter           |      |
| 2017 | 《從未在此》             | Never Here                               | Andy Williams   |      |
| 2017 | 《發明接吻的女孩》       | The Girl Who Invented Kissing            | Jimmy           |      |
| 2020 | 《攝氏度》               | Centigrade                               | Matt            |      |
| 2020 | 不適用                   | 618 to Omaha                             | Ed Merriweather | 短片 |

### 電視節目
| 年份      | 譯名標題                 | 原名標題                     | 角色            | 備註                               |
| --------- | ------------------------ | ---------------------------- | --------------- | ---------------------------------- |
| 2006      | 《法網遊龍：犯案動機》   | Law & Order: Criminal Intent | Eric Newsome    | 單集："Wrongful Life"              |
| 2007      | 《人在江湖》             | The Sopranos                 | Hernan O'Brien  | 3集                                |
| 2007      | 《律政風雲》             | Law & Order                  | Peter Harris    | 單集："Over Here"                  |
| 2007      | 《浴火群英》             | Rescue Me                    | Tony            | 6集                                |
| 2008      | 不適用                   | Blue Blood                   | Bobby Moran     | 電視電影                           |
| 2009      | 《老爸老媽的浪漫史》     | How I Met Your Mother        | Bus Boy         | 單集："The Rough Patch"            |
| 2010–2014 | 《酒私風雲》             | Boardwalk Empire             | 查理·盧西安諾   | 主要角色                           |
| 2019      | 《末日之旅》             | The Passage                  | Clark Richards  |                                    |
| 2021      | 《悍戰太平洋：黑色禁區》 | Pacific Rim: The Black       | Joel            | 動畫劇集；配音                     |
| 2021      | 《金錢解碼》             | Money, Explained             | 騙子            | 電視紀錄片；單集："Get Rich Quick" |
| 2022      | 《塔爾薩之王》           | Tulsa King                   | Vince Antonacci | 主要角色                           |
| 2024      | 《蝙蝠俠：斗篷十字軍》   | Batman: Caped Crusader       | Tony Zito       | 配音                               |